# میل جنسی

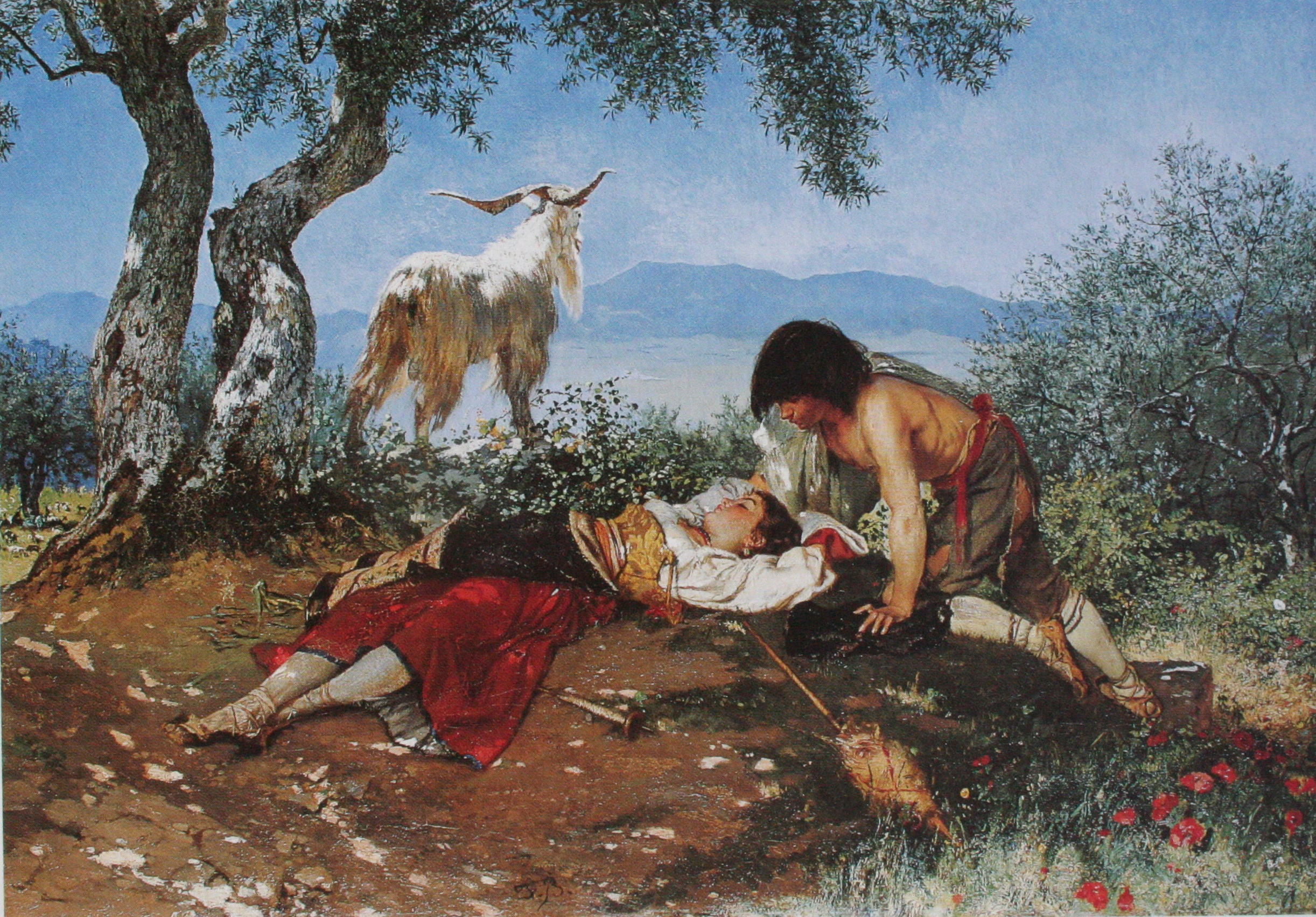
اثری از نقاش سوئیسی Frank Buchser

میل جنسی یا تمایل جنسی (انگلیسی: Sexual desire)، نوعی حالت انگیزشی و علاقه به موضوعات و فعالیت‌های جنسی است یا می‌توان آن را خواست، یا نیاز یا اجبار به جستجوی موضوعات جنسی یا درگیر شدن در فعالیت‌های جنسی نامید. میل جنسی، کشش جنسی و شهوت را می‌توان مترادف با تمایل جنسی دانست. تمایل جنسی یکی از وجوه سکسوالیته به‌شمار می‌آید که می‌تواند در هر فردی متفاوت از فردهای دیگر باشد. همچنین می‌تواند بستگی به شرایط در زمان‌های مختلف تغییر کند.
تمایل جنسی معمول‌ترین رویداد جنسی در زندگی زنان و مردان به‌شمار می‌آید. تمایل جنسی حسی ذاتی است که با محرک‌های درونی یا بیرونی برافروخته می‌شود و می‌تواند به یک رفتار جنسی آشکار منجر شود یا نشود.
تمایل جنسی می‌تواند از طریق تصورات یا خیال‌پردازی شهوانی یا از طریق دیدن شخص جذاب برانگیخته شود. همچنین تمایل جنسی از طریق تنش جنسی یعنی تمایل جنسی که سبب آمیزش جنسی نشده، نیز ایجاد می‌شود یا افزایش می‌یابد میل جنسی می‌تواند با نزدیکی‌جنسی و خودارضایی ارضاء شود.
تمایل جنسی می‌تواند به صورت ناخودآگاه آغاز شود یا در پاسخ به یک تحریک جنسی آغاز شود. میل جنسی پدیده‌ای کاملاً پویا است، می‌تواند مثبت یا منفی باشد، و می‌تواند با شدت متفاوت بروز کند. میل جنسی در یک طیف توسط استیون ب. لوین (Stephen Barrett Levine) توصیف شده است این طیف عبارت است از انزجار – ناخشنودی – بی‌تفاوتی – علاقه – نیاز - اشتیاق.

## مبانی نظری
محققان عموماً با دو رویکرد کاملاً متفاوت به موضوع میل جنسی نگاه می‌کنند. نخستین رویکرد نگاه به میل جنسی از دیدگاه زیست شناختی و بیولوژیکی است. در این رویکرد میل جنسی را از یک چارچوب نیروی انگیزشی درونی فرد ارزیابی می‌کنند. این نیروهای انگیزشی درونی مانند غریزه، نیاز، آرزو و خواسته هستند.
در رویکرد دوم که نظریه اجتماعی و فرهنگی است میل جنسی در یک زمینه بسیار گسترده مورد ارزیابی قرار می‌گیرد. در این نظریه میل جنسی به‌عنوان یک فاکتور/عامل در یک پازل بسیار بزرگتر در روابط اجتماعی و فرهنگ جوامع ارزیابی می‌شود.
در رویکرد زیست‌شناختی، میل جنسی مانند دیگر غرایز جنسی در پاسخ به یک نیاز زیستی قرار داده می‌شود. مانند گرسنگی که میل به غذا خوردن را برمی‌انگیزد. این پاسخ‌ها به‌طور عموم برای رفع یک نیاز یا برای اجتناب از درد است. در حقیقت میل جنسی یک نیاز زیستی است که فرد را مشتاق به ایجاد رابطه جنسی می‌نماید. با این وجود، تمام گونه‌های جانوری ازجمله انسان به دنبال برطرف کردن میل جنسی به هر روش ممکن نیستند، چون اصولاً جذب در تحریک میل جنسی نقش اساسی دارد. این دیدگاه بیان می‌کند که تمایل به یک فعالیت جنسی بستگی به قدرت محرک دارد و هرچه این نیرو بیشتر با، شد تمایل جنسی افزایش می‌یابد. موتور محرکه جنسی کاملاً وابسته به عوامل زیستی است. این عوامل زیستی مانند کروموزوم‌ها، ژن‌ها، وضعیت هورمون‌ها، تغذیه، سلامت عمومی و سن است. موردی که برای چرخه پاسخ جنسی توسط مستر و جانسون (William H. Masters and Virginia E. Johnson) ارایه شد عبارت بود از: تحریک … ارگاسم … فرونشینی. البته پس از ارایه این دیدگاه، هلن کاپلان Helen Singer Kaplan یک مرحله به آن اضافه کرد. مدل ۴ مرحله‌ای پاسخ تحریک جنسی کاپلان شامل میل -> تحریک -> ارگاسم -> فرونشینی -> است. البته این استدلال نیز وجود دارد که میل در این چرخه چندان مرحله مشخصی نیست و این میل می‌تواند در مرحله تحریک جنسی و ارگاسم نیز وجود داشته باشد و همچنین پس از ارگاسم نیز ادامه داشته باشد. اگرچه با از دست رفتن نعوظ در مرد و عدم لغزندگی واژن در زن پس از ارگاسم، میل جنسی سیراب می‌شود اما با این وجود می‌تواند ادامه داشته باشد.
در چارچوب فرهنگ اجتماعی، علت تمایل به رابطه جنسی صرفاً ماهیت آن یعنی لذت جنسی، احساس رضایت جسمانی و رهایی از تنش‌های بدنی در نظر گرفته می‌شود و هدف دیگری برای برقراری رابطه جنسی در نظر گرفته نمی‌شود. اما رابطه جنسی می‌تواند برای رسیدن به هدف‌های دیگری که ماهیت لذت جنسی ندارند انجام شود. مانند ایجاد صمیمیت و دل‌چسپی بین افراد در یک رابطه.
میل جنسی مانند بقیه تمایل‌ها تنها یک کشش بدنی نیست. بلکه انسان توانایی کنترل آن را دارد. نقش‌های اجتماعی و شیوه تفکر فرهنگ و اجتماع انسان گاهی باعث می‌شود که افراد در تمایلات جنسی خود تغییرهایی ایجاد کنند. این موضوع ممکن است باعث ناامیدی در افراد شود.
برخی از دیدگاه‌پردازان معتقدند که شرایط اجتماعی ممکن است به تمایلات جنسی شما جهت دهند اما این موضوع که نیاز جنسی به صورت زیستی در شما وجود دارد، قابل تغییر نخواهد بود.
در یک دیدگاه دیگر، جیمز گیل می‌گوید :که میل جنسی نه یک موضوع اجتماعی استو نه یک حالت بیولوژیکی بلکه نیازی وجودی است که به علت احساس فرد از جنسیت خود و احساس کامل نبودن در او شکل می‌گیرد.